# Karl Schulpig

„Eigenmarke“ von Karl Schulpig

Karl Schulpig (* 25. Mai 1884; † 19. November 1948 in Prettin) war ein deutscher Gebrauchsgraphiker und Maler.

## Leben und Werk
Karl Schulpig hatte um 1914 ein eigenes Atelier in Berlin. Er beschäftigte sich vor allem mit der Entwicklung von Firmensignets und der Gestaltung von Plakaten. Seine Logos werden zum Teil noch heute verwendet oder wirkten prägend auf die daraus abgeleiteten modernen Redesigns. Mit seinem reduzierten bildnerischen Stil betrat er in den 1920er-Jahren Neuland. Statt der bis dahin oft verwendeten siegelartigen und verschnörkelten Signets und Zeichen entwarf er für zahlreiche Unternehmen einprägsame, fast iconhafte Bildmarken. Er gilt heute als einer der Väter des modernen Logo-Designs. Bekannt wurde Schulpig auch durch seine Holzschnittarbeiten. Beispielhaft dafür stehen zwei Briefmarken, die er anlässlich der „Saarabstimmung“ 1934 entwarf.
1922 entstand für die Allianz-Versicherung der Adler mit drei Jungen als Symbol für Sicherheit und Schutz.
Das bis heute modern wirkende Logo der Messe Köln von 1923 zeigt mit wenigen Linien den Kölner Dom und den Rhein. Es wurde bis auf typografische Ergänzungen unverändert bis 2002 benutzt.
Für die MITROPA Mitteleuropäische Schlafwagen- und Speisewagen-Aktiengesellschaft verwendete er ebenfalls das Motiv eines Adlers – dessen Schwingen bilden die Form eines ‚M‘ für Mitropa. Im Sinne eines Corporate Designs entwickelte er für die Mitropa auch eine eigenständige kantige Firmenschrift, die sogenannte Schulpig-Schrift. Wegen der Nähe zur Symbolsprache des Nationalsozialismus wurde das Logo später von der DDR-Servicegesellschaft Mitropa nur in fragmentarischer Form weiterverwendet. Der Kopf des Reichsadlers verschwand und das vorher vierspeichige, in der Verbindung mit dem Adler an ein Hakenkreuz erinnernde Rad bekam zwei weitere Speichen.
Für die 1924 gegründete sozialdemokratische Buchgemeinschaft Der Bücherkreis entwarf Schulpig das markante Zeichen eines stehenden Mannes mit Melone, der in ein geöffnetes Buch schaut. Eine Version der kalligrafischen Pelikan-Wortmarke zeichnete er 1926.
Ebenfalls 1926 konnte Karl Schulpig den Plakat-Wettbewerb für die Magdeburger Deutsche Theaterausstellung 1927 gewinnen. Mitbewerber waren auch Lyonel Feininger, César Klein und Johannes Molzahn. Schulpig gestaltete ein einprägsames Gesicht mit starker Mimik (die Messe war zunächst als „Maske Magdeburg“ geplant), das aus einem großen T für Theater und einem M für Magdeburg gebildet wird. Das Logo erschien auf Großplakaten deutschlandweit in einer Auflage von 75.000 und im Kleinformat in einer Auflage von 250.000 Exemplaren.
Sein Entwurf für die ehemalige Zahlenschieber-Weltmarke „Addiator“ ahmt die Funktionsweise des mechanischen Taschenrechners nach.
Schulpigs Logo für die Meierei Bolle gehörte bis Anfang der 1990er-Jahre zum Berliner Straßenbild.

Addiator
Allianz
Bolle
Buchgemeinschaft „Der Bücherkreis“
Logo auf Eigenveröffentlichung „Handelszeichen“
MITROPA
Messe Köln
Pelikan
Staubsaugermarke „Saugling“
Theaterausstellung 1927 Magdeburg

## Auszeichnung
- 1919:  Preisträger im Signetwettbewerb des Bundes der Deutschen Gebrauchsgraphiker[2]

## Veröffentlichungen
- Handelszeichen. Den Freunden und Auftraggebern gewidmet. Folge 2 und 4–6 in vier Bändchen. Selbstverlag, Berlin 1922–1925.